# Manga F
《Manga F》（日语：マンガエフ）是由太田出版發行的日本漫畫月刊雜誌。每月30日發售。於2000年6月創刊，同年12月休刊。
創刊號為2000年8月號（於2000年6月30日發售）。邀請漫畫家山本直樹作為監督，以「令人滿意的新感覺喜劇漫畫」作為口號正式發行。同年12月休刊，最後一期為2001年2月號。其後，與同為太田出版的季刊「MANGA EROTICS」（マンガ・エロティクス）合併成雙月刊「Manga Erotics F」（マンガ・エロティクス・エフ）。

## 主要刊載作品
- - 安達ヶ原
- - 紺野さんと遊ぼう
- - 17
- -探偵くん
- -トラや
- -熱風
- -プロジェクトF
- -ワンコインクリア

## 腳註
1. ↑  「新感覚サティスファクションコミック」